# Neotermes luykxi
Neotermes luykxi är en termitart som beskrevs av Nickle och Collins 1989. Neotermes luykxi ingår i släktet Neotermes och familjen Kalotermitidae. Inga underarter finns listade i Catalogue of Life.